# Star Trek V: Nejzazší hranice
Star Trek V: Nejzazší hranice (též Star Trek V: Poslední hranice, v anglickém originále Star Trek V: The Final Frontier) je americký sci-fi film studia Paramount Pictures a režiséra Williama Shatnera, který v něm také ztvárnil roli kapitána Jamese T. Kirka. Jedná se o pátý film na motivy Star Treku, do kin byl uveden v roce 1989 a celosvětově vydělal 70 milionů dolarů. Fanoušky i kritikou je přijímán rozporuplně, spíše až negativně (získal Zlatou malinu pro nejhorší film roku 1989). Posádka hvězdné lodi Enterprise-A má za úkol uklidnit rebelii na planetě Nimbus III. První důstojník Spock ale zjistí, že ji vede jeho nevlastní bratr, který Enterprise unese a letí s ní do středu Galaxie hledat Boha.

## Příběh
Děj filmu se odehrává v roce 2287, jeho začátek je určen hvězdným datem 8454.1. Posádka hvězdné lodi USS Enterprise-A si užívá dovolenou, zatímco jejich nová loď se podrobuje větším úpravám poté, co její testovací let nedopadl nejlépe. Kapitán Kirk společně se Spockem a doktorem McCoyem kempuje v Yosemitském národním parku, kde se také věnuje své zálibě v horolezectví. Jejich volno je však přerušeno přidělením Enterprise Velitelstvím Hvězdné flotily na záchrannou misi k planetě Nimbus III, kde je zadržováno pozemské, klingonské a romulanské rukojmí, velvyslanci svých světů. O této misi se dozví také klingonský kapitán Klaa, který se rozhodne bojovat proti Kirkovi pro svou osobní čest.
V Neutrální zóně na zpustlé planetě Nimbus III, nazývané též planeta Galaktického míru, posádka Enterprise zjistí, že za krizí s rukojmími stojí Spockův nevlastní bratr Sybok, který se odklonil od vulkánské filosofie. Ten vyvolal tuto situaci, aby vlákal k Nimbu III hvězdnou loď, kterou by použil k objevení mytické planety Sha Ka Ree, vulkánské obdoby Ráje a božího domova. Sybok věří, že zjistil její polohu ve středu Galaxie za zdánlivě neprostupnou energetickou bariérou. Použije svoji zvláštní mentální schopnost odhalení a napravení nejhlubších bolestí osob, aby získal důvěru svých rukojmí i většiny posádky Enterprise, kterou ovládne. Zatímco McCoy a Spock přijmou Sybokovu pomoc, Kirk jeho nabídku odmítne, přičemž mu sdělí, že jeho bolest je to, co jej dělá člověkem. Protože Sybok potřebuje Kirkovy zkušenosti s navigováním lodi k Sha Ka Ree, přestane na něj se svojí pomocí naléhat.
Následována klingonským Dravcem kapitána Klaa proletí Enterprise úspěšně bariérou, za níž objeví planetu. Sybok, Kirk, Spock a McCoy přistanou s raketoplánem na jejím povrchu, kde se Sybok pokouší přivolat Boha ze svých vizí. Objeví se neznámá bytost s tváří starce, která se představí jako Bůh a která poté, co se dozví, jak Sybok bariéru překročil, požaduje, aby se loď přiblížila více k planetě. Když se skeptický Kirk zeptá „K čemu potřebuje Bůh hvězdnou loď?“, bytost jej napadne. Ostatní začnou pochybovat o entitě, která zraňuje ostatní pouze pro své potěšení, a Sybok si definitivně uvědomí, že to Bůh není.
Aby nemohla bytost z planety uprchnout, Sybok se obětuje a svými telepatickými schopnosti se s entitou utká. Kirk také přikáže Enterprise, aby vypálila fotonová torpéda na jejich pozici, která bytost zraní. Spock a McCoy se transportují na loď, přenosu kapitána Kirka zabrání Klaaovo plavidlo, jež na Enterprise zaútočí. Pomstychtivá bytost se znovu na planetě objeví a pokusí se Kirka, který je zde uvězněn, zabít. Tomu ale nakonec zabrání Klaaův Dravec, který na bytost vypálí salvu střel. Kirk je transportován na klingonskou loď, kde zjistí, že Spock a klingonský rukojmí z Nimbu III, známý generál Korrd, donutili kapitána Klaa ke stažení a omluvě. Enterprise společně s Dravcem oslavuje détente a Kirk, Spock a McCoy po návratu na Zemi pokračují ve své dovolené v Yosemitech.

## Obsazení
| William Shatner     | kapitán James T. Kirk, velící důstojník                           |
| Leonard Nimoy       | kapitán Spock, vědecký a první důstojník                          |
| DeForest Kelley     | komandér Leonard McCoy, šéflékař                                  |
| James Doohan        | kapitán Montgomery Scott, šéfinženýr                              |
| Walter Koenig       | komandér Pavel Čechov, navigátor a taktický důstojník             |
| Nichelle Nicholsová | komandér Nyota Uhura, komunikační důstojník                       |
| George Takei        | komandér Hikaru Sulu, kormidelník                                 |
| David Warner        | St. John Talbot, velvyslanec Spojené federace planet na Nimbu III |
| Laurence Luckinbill | Sybok, vůdce rebelie a nevlastní bratr Spocka                     |

## Produkce

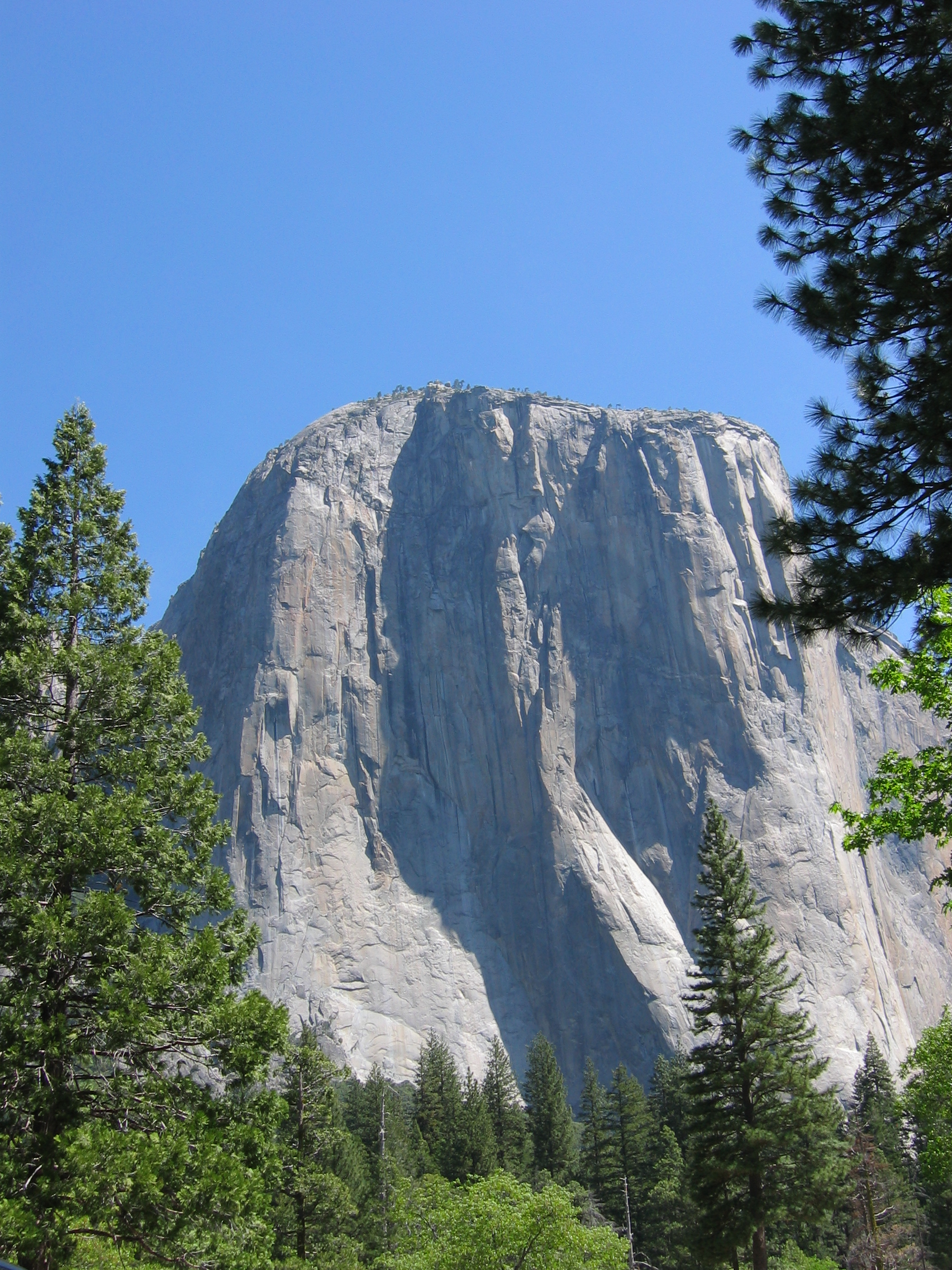
El Capitan v Yosemitech

Režie pátého startrekovského filmu byla slíbena Williamu Shatnerovi při jeho souhlasu se zopakováním role admirál Kirka ve snímku Star Trek IV: Cesta domů (1986). Zatímco probíhalo natáčení Cesty domů, Shatner již pracoval na příběhu pro nový snímek, který byl ovlivněn televangelisty, tehdy populárními kazateli v televizi. Z těchto osob vytvořil postavu Zara, později přejmenovaného na Syboka. V první verzi nazvané „An Act of Love“ se již vyskytovaly elementy, které vydržely až do finální verze scénáře a byly zfilmovány, např. dovolená v Yosemitech či únos pozemského, klingonského a romulanského rukojmí na upadlé rajské planetě. Podle tohoto draftu měl být Kirk přemožen Zarem a jeho následovníky, zatímco Spock, McCoy a zbytek posádky Enterprise by po ovládnutí myslí uvěřil v Zarovo božství. Kirk by předstíral, že uvěřil a se Zarem by cestoval na planetu Boha, která měla být podle Shatnera zpustlá. Po konfrontaci Kirka s „Bohem“, kterého měl iluzemi vytvořit Satan, se Kirk, Spock a McCoy musí rozdělit, aby unikli. Kirk uteče ale musí se vrátit pro své přátele a zachránit je před jejich únosem do pekla. Shatner tento návrh předložil šéfovi studia Franku Mancusovi, jemuž se příběh líbil a souhlasil s najmutím spisovatele, který by vytvořil verzi pro film. Jednání mezi Paramountem a Ericem Van Lustbaderem, Shatnerovým favoritem, ztroskotala na výši prozaikovy odměny, proto režisér tuto práci provedl sám. Přemluvil také producenta Harvea Bennetta, který byl již po práci na předchozích třech trekovských filmech vyčerpaný, aby se angažoval i v tomto snímku. Po Bennettových návrzích začali příběh společně přepracovávat do finální podoby (mimo jiné přepracování božské entity na „zlého mimozemšťana, který pro svůj vlastní prospěch předstírá, že je Bůh“), producent také objevil scenáristu Davida Lougheryho, s nímž Shatner souhlasil. (Sám Bennett ve filmu zahrál i cameo roli admirála Boba.)
S příběhem však nebyl spokojený tvůrce Star Treku Gene Roddenberry, měl námitky k hledání Boha v obecné rovině i s jeho zobrazením podle západních náboženství, jeho návrhy však studio zamítlo. Práce Davida Lougheryho na scénáři byla přerušena stávkou scenáristů v roce 1988, během níž Shatner upravoval detaily příběhu, například postavu Syboka udělal více sympatickou a ne tak tvrdou. Lougheryho později dokončená verze skriptu se mu však nezamlouvala, neboť místo hledání Boha se spíše zaměřovala na hledání mytického místa Sha Ka Ree. Ačkoliv Shatner přesvědčil Bennetta a Lougheryho k přepsání některých částí, Sha Ka Ree ve snímku již zůstalo.
Jako art director byl přizván Nilo Rodis, který již pro Star Trek dříve také pracoval. Společně se Shatnerem vytvořil vizuální vzory pro celý snímek, kromě toho podílel na vývoji designu kostýmů. Pro uspoření finančních prostředků se režisér Shatner rozhodl využít některé kostýmy ze skladu společnosti Western Costume, omezený rozpočet mu také nedovolil změnit výrazněji vzhled uniforem Hvězdné flotily, nicméně Rodis vytvořil nové hnědé polní uniformy i neformální oděv pro posádku na dovolené. Jako designéra produkce najal William Shatner Hermana Zimmermana, který se v té době podílel na seriálu Star Trek: Nová generace. Odtud také přišel designér Michael Okuda, tvůrce startrekovského počítačového interface LCARS. Kulisy chodeb Enterprise-A rovněž pochází z Nové generace, kde sloužily jako chodby Enterprise-D. Zimmerman naopak vytvořil nové dekorace pro můstek klingonského Dravce, můstek Enterprise i její výtahové šachty a průlezy a interiéry na planetě Nimbus III. Při návrhu celého města na Nimbu III se nechal inspirovat kruhovými marockými pevnostmi, jeho stavba při téměř 40stupňových vedrech trvala pět týdnů a stála 500 000 dolarů. Pro filmování tří míst, úvodního setkání J'onna a Syboka, základních záběrů božské planety a města na Nimbu III, byla po Shatnerově schválení vybrána Mohavská poušť poblíž Ridgecrestu.
Samotné natáčení začalo v říjnu 1988 a skončilo na konci prosince téhož roku. Nejprve filmování probíhalo v okolí Los Angeles, později se štáb přesunul do Yosemitů. Pro daleké záběry Kirka šplhajícího na skálu El Capitan posloužili kaskadéři, blízké pohledy s Kirkem byly vytvořeny s použitím sklolaminátu před kamerou, za nímž jsou vidět skutečné hory. Většina záběrů levitujícího Spocka zabírala Leonarda Nimoye od pasu nahoru, neboť herec byl podpírán jeřábem, který se pro imitaci levitace lehce pohyboval. Kirkův pád byl později natočen jako bluescreen ve studiích za pomoci kaskadéra zavěšeného na soustavě drátů. Po záběrech v Yosemitech se filmování přesunulo do Mohavské poušti, kde vyrostlo Paradise City, nahodilá sbírka částí vesmírných lodí a futuristického šrotu. Jako poslední vznikly záběry ve studiích Paramountu, jednalo se především o interiéry Enterprise, Dravce a Paradise City a scény u táboráku. Pro záběr, ve kterém Spock zachytí Kirka těsně před dopadem, byl vytvořen kus lesa obrácený o 90 stupňů.
Efekty ve filmu vytvořila společnost Associates and Ferren. Původní plán počítal s Industrial Light & Magic (ILM), která spolupracovala na předchozích třech startrekovských snímcích, její nejlepší technici ale byli zaměstnáni prací pro filmy Indiana Jones a poslední křížová výprava a Krotitelé duchů 2. Kvůli napnutému rozpočtu a brzkým termínům se producent Ralph Winter musel poohlédnout jinde a nakonec vybral Associates and Ferren. Firma měla na dokončení práce tři měsíce, což byla přibližně polovina standardní doby. Produkce počítala pro filmové efekty s rozpočtem 4 miliony dolarů, což bylo o trochu více než pro předchozí snímek Cesta domů. Všechny efekty podle přání režiséra Shatnera byly společností ohodnoceny o jeden až dva miliony více, což muselo být studiem omezeno. ILM poskytla firmě Associates and Ferren model Enterprise, nicméně například záběry této lodě ve vesmírném doku byly použity přímo z filmu Star Trek IV: Cesta domů.
Hudbu napsal Jerry Goldsmith, který se tak ke Star Treku vrátil po 10 letech. Hlavní téma filmu začíná klasickými fanfárami Alexandera Courage z původního seriálu Star Trek, které přes smyčcový a elektronický most vedou k variantě Goldsmithova pochodu ze snímku Star Trek: Film, v době natáčení Nejzazší hranice používaného též jako znělka seriálu Nová generace. Využil a upravil rovněž klingonské téma z úvodu prvního filmu, skladatel zde také měl nové příležitosti při akčních scénách či představování nových postav, které v prvním snímku chyběly. Sybok je v úvodu filmu uveden syntezátorovým motivem, zatímco při diskusi mezi ním a Kirkem a McCoyem při jejich cestě na Nimbus III zní tento motiv záhadnějším dojmem. Objevuje se také při přistání Kirka a jeho posádky na Nimbu III a jejich pokusu zachránit rukojmí.

## Vydání a ohlasy
Star Trek V: Nejzazší hranice byl do amerických kin uveden 9. června 1989, v době, kdy putovaly do kin i další předpokládané hity sezóny Indiana Jones a poslední křížová výprava, Krotitelé duchů 2 a Batman. Analýzy očekávaly u Nejzazší hranice tržby téměř 200 milionů dolarů. Již první víkend s dosaženou částkou 17,4 milionů dolarů překonal předchozí Cestu domů (16,8 milionů dolarů), čímž se snímek stal nejvýdělečnějším startrekovským filmem úvodního víkendu. I přes to se ale již velice brzy začaly tržby prudce snižovat, během třetího týdne dosáhly pouhých 3,7 milionů dolarů. Nejzazší hranice celkově v USA vydělala 52 210 049 dolarů, celosvětové tržby dosáhly 70 milionů dolarů, což z ní vytvořilo do té doby nejméně komerčně úspěšný startrekovský film. Společně s filmem byla vydána také jeho novelizace Nejzazší hranice, kterou napsala J. M. Dillard (v Česku vydalo nakladatelství Netopejr).
Kritické reakce na snímek byly smíšené až negativní. Rob Lowing ze Sun Herald jej nazval jako „sympatický, ale průměrný“, Roger Ebert (Chicago Sun Times) a Rita Kempleyová (The Washington Post) označili film jako „nepořádek“ a „zmatek“. Podle Caryn Jamesové z The New York Times je film zklamáním pro fanoušky, stejně jako i pro obyčejné diváky, s čím nesouhlasil Chris Hicks (Deseret News), podle něhož se snímek blíží svým charakterem původnímu seriálu a fanoušci by si jej mohli užít. Film obdržel Zlatou malinu za rok 1989 pro Nejhorší film, obdobně „oceněn“ byl i William Shatner v kategoriích Nejhorší režisér i Nejhorší herec, v dalších třech kategoriích byla Nejzazší hranice nominována.
Po kritickém i komerčním neúspěchu snímku chtěl producent Harve Bennett pokračovat na svém konceptu prequelu s novými herci. Po výměně vedení studia ale byla jeho idea zamítnuta, Paramount chtěl pokračovat s „klasickou“ posádkou Enterprise. Bennett se proto, po vytvoření čtyř filmů, rozhodl od Star Treku odejít.
Na VHS byl film vydán v prosinci 1989, vyšla také verze na laserdiscu. Dne 20. dubna 1999 byla vydána verze na DVD, která neobsahovala žádné bonusy. Speciální dvoudisková sběratelská edice (s doplňky jako dokumentem o natáčení, rozhovorem s režisérem Shatnerem či záběry z hlavní tiskové konference) vyšla 14. října 2003. V květnu 2009 vyšla remasterovaná verze na BD s přidanými komentáři startrekovských autorů Michaela a Denise Okudaových, Judith a Garfielda Reevesových-Stevensových a Darena Dochtermana.
V Česku byl film Star Trek V: Nejzazší hranice poprvé uveden 7. dubna 2001 v České televizi.